# Briston
Briston é uma cidade e freguesia no distrito de North Norfolk em Norfolk, Inglaterra, cerca de 20,2 milhas (32,5 km) de Norwich. A paróquia tem uma área de 1196 hectares e uma população de 2021 pelo censo de 2001

## Transporte
A via principal é a B1354, que vai de Thursford até Aylsham.

### Aeroporto
O Norwich|Aeroporto Norwich está localizado 17,2 milhas (27,7 km) sul da povoado e oferece ligações aéreas directas entre o Reino Unido e a Europa.

## Igreja
A igreja de Briston, denominada "All Saints.